# Paul Oskar Kristeller
Paul Oskar Kristeller (22 de maig de 1905, Berlín, Alemanya - † 7 de juny de 1999, Nova York, Estats Units) fou un filòsof i investigador especialista en temes relacionats amb el Renaixement, l'humanisme i els manuscrits de filòsofs d'aquest període. Se'l considera el més important dels investigadors sobre el Renaixement durant el segle xx.

## Biografia
Va cursar els estudis a la Universitat de Heidelberg, i es va doctorar el 1928 amb una tesi sobre la filosofia de Plotí. Va realitzar els seus estudis de post-doctorat a Berlín i a Friburg; allà va coincidir amb Heidegger. Als anys 30 va ensenyar com a lector d'alemany a la Scuola Normale Superiore de Pisa. El 1939, després de les lleis racials a Itàlia i a Alemanya, va haver de fugir d'Itàlia als Estats Units, on va ensenyar a la Universitat Yale i després a la Universitat de Colúmbia, on va acabar la carrera com a professor emeritus.
El tema principal de la seva producció filosòfica és l'estudi de la filosofia de l'humanisme: defensa la línia de continuïtat entre el Renaixement i l'edat mitjana. Va dedicar alguns treballs a estudiar la figura de Marsilio Ficino, Pietro Pomponazzi i Giambattista Vico, entre d'altres.
Entre el 1963 i el 1992 va elaborar una descripció particularitzada de manuscrits dels arxius d'Itàlia sobre el Renaixement. Els seus resultats són sis volums anomenats Iter italicum.